# Mistrzostwa Polski Strongman 2005
Mistrzostwa Polski Strongman 2005 – doroczne, indywidualne zawody polskich siłaczy.

## Finał
Data: 10 września 2005 r.

Miejsce: Starachowice  Polska
Wyniki zawodów:
| Miejsce | Zawodnik              | Punkty |
| ------- | --------------------- | ------ |
| 1.      | Jarosław Dymek        | 37,5   |
| 2.      | Sławomir Toczek       | 35,5   |
| 3.      | Tomasz Żocholl        | 32     |
| 4.      | Sławomir Orzeł        | 30,5   |
| 5.      | Krzysztof Radzikowski | 27     |
| 6.      | Grzegorz Reszczyński  | 24,5   |
| 7.      | Lubomir Libacki       | 15,5   |
| 8.      | Sławomir Peda         | 13,5   |